# Newport (Caroline du Sud)
Pour les articles homonymes, voir Newport.
Newport est une census-designated place du comté de York dans l’État de Caroline du Sud aux États-Unis.
En 2010, sa population était de 4 136 habitants.

## Démographie
| 2000  | 2010  | - | - | - | - |
| ----- | ----- | - | - | - | - |
| 4 033 | 4 136 | - | - | - | - |